# Música surrealista
La música surrealista es una música caracterizada por utilizar yuxtaposiciones inesperadas y otras técnicas surrealistas. 
Al discutir la estética y la sociología de la música de Theodor W. Adorno, el profesor Max Paddison definía la música surrealista como la que 'yuxtapone sus fragmentos históricamente devaluados de una manera similar a un montaje que les permite producir nuevos significados dentro de una nueva unidad estética', aunque Lloyd Whitesell dice que esto es la glosa de Paddison sobre el término. Anne LeBaron cita al automatismo surrealista, incluida la improvisación, y el collage como principales técnicas del surrealismo musical. Según Whitesell, Paddison cita el ensayo de Adorno de 1930 Reaktion und Fortschritt diciendo: "En la medida en que la composición surrealista hace uso de medios devaluados, los usa 'como' medios devaluados, y gana su forma del 'escándalo' producido cuando los muertos surgen repentinamente entre los vivos".

## Música surrealista temprana
En la década de 1920, varios compositores fueron influenciados por el surrealismo o por individuos del movimiento surrealista. Los dos compositores más asociados con el surrealismo durante este período fueron Erik Satie, que escribió la partitura para el ballet Parade, lo que provocó que Guillaume Apollinaire acuñara el término surrealismo, y George Antheil, que escribió que "El movimiento surrealista, desde el principio, había sido mi amigo. En uno de sus manifiestos se había declarado que toda la música era insoportable —salvo, posiblemente, la mía— una hermosa y apreciada condescendencia". En Parade también colaboraron el pintor Pablo Picasso y el escritor y dramaturgo Jean Cocteau.
La música surrealista temprana también estaba ligada al cine. Para Hannah Lewis:

Quizás, al principio, una de las bandas sonoras de películas más famosas fue la música de Satie para la película Entreacto (Entr'acte) de René Clair. Se proyectaba entre los actos del ballet Relâche de Satie interpretado por los Ballets suecos en 1924. La película, que presenta un escenario del artista dadaísta Francis Picabia, fue una importante precursora del cine surrealista. La película también presentó yuxtaposiciones inusuales y una lógica de los sueños. Por ello se ha considerado que la película, y por extensión, la partitura de Satie, son surrealistas".

Adorno cita como composiciones surrealistas más consecuentes las obras de Kurt Weill: La ópera de los tres centavos (The Threepenny Opera) y Ascenso y caída de la ciudad de Mahagonny (Rise and Fall of the City of Mahagonny), junto a obras de compositores extraídas de la música del período medio de Igor Stravinsky, particularmente con La historia del soldado (L'Histoire du soldat). Define este surrealismo como una forma híbrida entre la música 'moderna' de Arnold Schoenberg y su escuela, y el neoclasicismo/folclorismo 'objetivista' del último Stravinsky. Este surrealismo, como objetivismo, reconoce la alienación pero está más alertado socialmente. Por tanto, se niega a sí mismo las nociones positivistas del objetivismo, que se reconocen como ilusión. Su contenido trata en cambio de 'permitir que las fallas sociales se manifiesten por medio de una factura defectuosa, que se define a sí misma como ilusoria sin intentos de camuflaje a través de intentos de una totalidad estética', destruyendo así la inmanencia formal estética y trascendiendo al ámbito literario . Este surrealismo se diferencia aún más de un cuarto tipo de música, la llamada Gebrauchsmusik de Paul Hindemith y Hanns Eisler, que intenta romper la alienación desde dentro de sí misma, incluso a expensas de su forma inmanente.
Las primeras obras de música concreta de Pierre Schaeffer tienen un carácter surrealista debido a la inesperada yuxtaposición de objetos sonoros, como los sonidos de los cánticos de los sacerdotes balineses, una barcaza en el río Sena y cacerolas traqueteando en Étude aux casseroles (1948). El compositor Olivier Messiaen se refirió a la 'ansiedad surrealista' de la obra temprana de Schaeffer en contraste con el 'ascetismo' de la posterior Etude aux allures de 1958. Después del primer concierto de música concreta (Concert de bruits, 5 de octubre de 1948), Schaeffer recibió una carta de un miembro de la audiencia (identificado solo como G. M.) describiéndola como "la música escuchada, solo por sí mismos, por Poe, Lautréamont y Raymond Roussel. El concierto de ruidos representa no sólo el primer concierto de música surrealista, sino que también contiene, en mi opinión, una revolución musical". El propio Schaeffer argumentaba que la música concreta, en su fase inicial, tendía a la atonalidad o surrealismo, o ambos, en lugar de, como se convirtió posteriormente, en el punto de partida de un procedimiento musical más general.
Entre las obras, ya más tardías de música surrealista, se puede destacar el checo Bohuslav Martinů con sus óperas Julieta, o el libro de los sueños, donde todo es un escenario onírico donde las personas carecen de memoria y La pasión griega.